# پالازیت

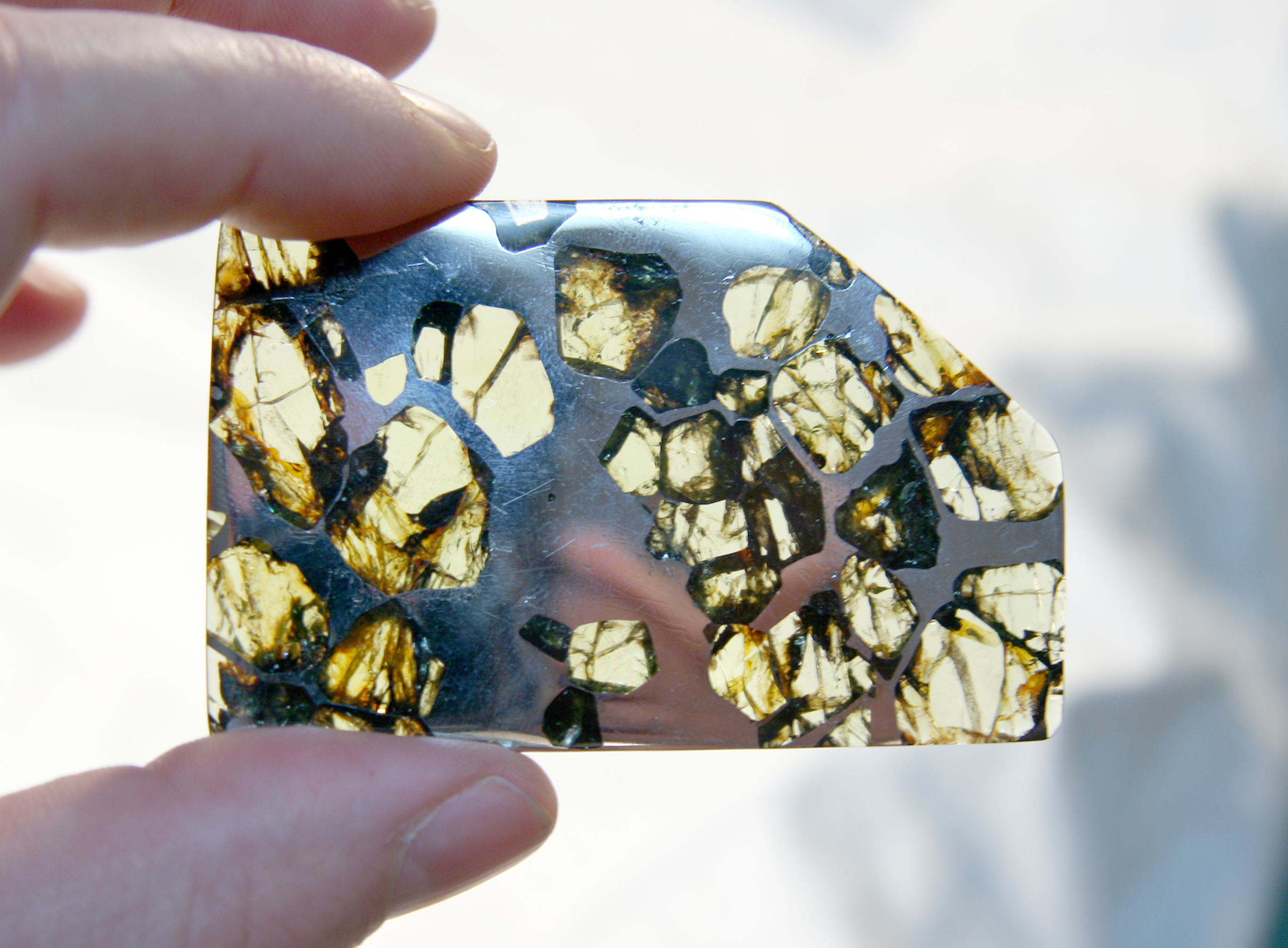
برشی از پالازیت یافت شده در اسکوئل آرژانتین.

پالازیت (Pallasite) نوعی شهاب‌سنگ است که در آن، بلورهای الیوین در متنی از آلیاژ آهن-نیکل قرار گرفته‌اند.
به علت نچرخیدن این سنگ هنگام سقوط از جو، شکل مخروطی یا گلوله‌ای در آن به وجود نیامده و بنابراین، سطح آب ذوب نشده‌است.این مشخصه آن را به سنگ نادری تبدیل کرده‌است.
در ۱۳ نوامبر ۲۰۰۵ یک پالازیت ۶۳۵.۵ کیلویی در کانزاس کشف شد. تا پیش از این تاریخ تنها دو پالازیت شناسایی و کشف شده بودند. پالازیت‌های قبلی یکی به وزن ۱۴۰۷.۴ کیلو و دیگری به وزن ۶۸۱ کیلو، به ترتیب در استرالیا و آرژانتین کشف شده بودند.